# زيرك (رقة)
زیرك (بالفارسية: زیرک) هي مستوطنة تقع في إيران في قسم رقة الريفي. يقدر عدد سكانها بـ 27 نسمة .